# New Munster Party
New Munster Party (Strana Nového Munsteru) je novozélandská politická strana, založená roku 2010. Jejím programem je odtržení Jižního ostrova.
Předsedou strany je Kym Parsons, ideologií NMP je socialismus a přímá demokracie. Strana kritizuje přehlížení ze strany ekonomicky rozvinutějšího Severního ostrova. Umírněnější část New Munster Party požaduje přeměnu Nového Zélandu na federaci, v níž budou mít oba hlavní ostrovy svůj zákonodárný sbor a vládu. Radikálové usilují o vytvoření plně nezávislé republiky Nový Munster (historický název, který dal ostrovu guvernér William Hobson na památku svého rodného irského kraje Munster).
New Munster Party se neúčastní parlamentních voleb; její předchůdkyně NZ South Island Party v roce 1999 získala 0,14%. Její politický význam je tedy srovnatelný s tuzemským hnutím Moravané, které získalo ve volbách do Poslanecké sněmovny roku 2010 0,22% hlasů. 

## Historické pozadí

Návrh vlajky Jižního ostrova: bílý trojúhelník symbolizuje Jižní Alpy, zelená lesy a modrá oblohu, ve vlající části je umístěn Jižní kříž

Jižní ostrov se od severního kulturně a jazykově lišil už v maorských dobách. V roce 1843 se Nový Zéland oddělil od Nového jižního Walesu a byl rozdělen na dvě správní jednotky: Nový Ulster na Severním ostrově a Nový Munster na jihu. V roce 1853 byla přijata unitární ústava, název New Munster upadl v zapomenutí už během 19. století.Zastáncem samostatnosti Jižního ostrova byl novinář Julian Vogel - když se později stal novozélandským premiérem, zařídil aspoň, že se hlavním městem místo Aucklandu stal Wellington, ležící v geografickém středu země. 
Spisovatelé z Jižního ostrova, jako Kendrick Smithyman, Brian Turner či Anna Rogersová, ve svých dílech upozorňovali na zdejší specifický životní styl, poklidný a venkovský, méně konzumní než na Severním ostrově.